# Amblymora strandiella
Amblymora strandiella là một loài bọ cánh cứng trong họ Cerambycidae.